# Passiflora rosea
Passiflora rosea là một loài thực vật có hoa trong họ Lạc tiên. Loài này được (H.Karst.) Killip mô tả khoa học đầu tiên năm 1938.